# Meridiano 90 W
O meridiano 90 W é um meridiano que, partindo do Polo Norte, atravessa o Oceano Ártico, América do Norte, Golfo do México, América Central, Oceano Pacífico, Oceano Antártico, Antártida e chega ao Polo Sul. Forma um círculo máximo com o Meridiano 90 E.
Começando no Polo Norte, o meridiano 90º Oeste tem os seguintes cruzamentos:
| País, território ou mar     | Notas |
| --------------------------- | --- |
| Oceano Ártico               | |
| Canadá                      | Ellesmere, Nunavut                                                                                            |
| Estreito de Nansen          | |
| Canadá                      | Ilha Axel Heiberg, Nunavut                                                                                    |
| Baía Norueguesa             | |
| Canadá                      | Ilha Graham, Nunavut                                                                                          |
| Baía Norueguesa             | |
| Canadá                      | Ilha North Kent e Ilha Devon, Nunavut                                                                         |
| Estreito de Barrow          | |
| Canadá                      | Ilha do Príncipe Leopoldo, Nunavut                                                                            |
| Enseada do Príncipe Regente | |
| Canadá                      | Ilha de Baffin, Nunavut                                                                                       |
| Golfo de Boothia            | |
| Canadá                      | Passa por várias ilhas, incluindo a Ilha Helen, Nunavut Passa pela parte continental de Nunavut               |
| Baía de Hudson              | |
| Canadá                      | Manitoba Ontário                                                                                              |
| Estados Unidos              | Minnesota |
| Lago Superior               | |
| Estados Unidos              | Michigan Wisconsin Illinois Missouri Arkansas Tennessee Mississippi Louisiana                                 |
| Golfo do México             | |
| México                      | Iucatão Campeche                                                                                              |
| Guatemala                   | |
| El Salvador                 | |
| Oceano Pacífico             | Passa a oeste da ilha de Genovesa, Galápagos, Equador · Passa a leste da ilha de Santa Fé, Galápagos, Equador |
| Oceano Antártico            | |
| Antártida                   | Fronteira entre território não reclamado e o Território Antártico Chileno, reclamado pelo Chile               |